# Campanera
Campanera es un popular pasodoble español publicado por primera vez en 1953 y compuesto por Genaro Monreal, Camilo Murillo y Francisco Naranjo.

## Descripción
La historia narra la historia de una mujer humilde en un pequeño pueblo de la España rural de la época; es conocida por su apodo La campanera por dedicarse a tocar precisamente las campanas de la iglesia del lugar. Es objeto de críticas y condenas veladas por el resto de habitantes al haberse extendido el rumor de que un hombre (Un perseguío) la visita por las noches. Ello, en un contexto, la España rural de la década de 1950, los valores morales de la sociedad eran los de la Iglesia Católica, que condenaba toda relación sexual fuera del matrimonio. Sin embargo, la Campanera, en silencio, alza orgullosa la cabeza, ya que conoce la verdad: El misterioso caballero es en realidad su marido, fugado de la justicia, según algunas interpretaciones, por haber luchado junto al bando republicano durante la Guerra Civil.

## Versiones
El tema fue estrenado por la cantante sevillana Ana María Catalán. No obstante, fue popularizado por Estrellita de Palma (1956) y sobre todo el cantante infantil Joselito, que la interpretó en su primera película El pequeño ruiseñor (1956) y que la llevó al número uno de los temas más vendidos ese año. En 2008 fue versionada por Diana Navarro.
Finalmente, fue versionada por Daniel Diges en el talent show Tu cara me suena mini (2014) y en dos ocasiones en el programa de televisión Telepasión de La 1 de TVE. Primero por Constantino Romero en 1992 y 24 años después por Aure Sánchez y Silvia Espigado.

## En la cultura popular
La canción es recuperada por la autora Elvira Lindo para su novela (y correspondiente adaptación televisiva) de Manolito Gafotas, pues se trata de la canción favorita del abuelo del personaje infantil principal.